# Station Opoeteren-Dilsen
Station Opoeteren-Dilsen is een voormalig Belgisch spoorwegstation aan de voormalige spoorlijn 21A (Hasselt-Maaseik). Het station ligt op het grondgebied van Dilsen, maar vlak bij de grens met Opoeteren, vandaar de benaming.
Het station werd in 1913 terug een spoorweghalte en werd gesloten toen het reizigersverkeer werd opgeheven in 1959. De spoorlijn is intussen opgebroken (in 1988) en omgevormd tot fietspad, maar het perron is nog steeds zichtbaar.
0,0: Hasselt ·
1,7: Kuringen ·
4,9: Kiewit ·
9,5: Bokrijk ·
12,2: Boxbergheide ·
(15,7: Genk) ·
14,8: Winterslag ·
19,3: Zwartberg ·
21,8: Waterschei ·
22,8: As ·
28,3: Opoeteren-Dilsen ·
31,7: Rotem ·
34,3: Elen ·
39,2: Maaseik